# صلیبی (گیاه)
صلیبی  یا چَلیپایی (نام علمی: Cruciata) نام یک سرده از تیره روناسیان است.